# ガラポンTV
ガラポンTVとは、ガラポン株式会社の製品。家庭等で受信した地上波デジタル放送のワンセグ帯を8局分(初号機・弐号機は7局分)、約2週間以上、全ての番組を録画できる。録画した番組はLANないしはインターネット経由でスマートフォンやPC等で視聴できる。
いわゆる「全録」(全番組録画)の類似の製品としては、PTP社製の「スパイダー」、東芝社製の「レグザサーバー」、パナソニック社製の「DIGA」(一部機種)、バッファロー社製の「ゼン録」などがある。テレビを遠隔で見られる類似の製品としては、ソニー社製のロケーションフリー、米国Sling Media社製のSlingboxなどがある。

## 概要
8つのワンセグチューナー(初号機・弐号機は7つ)を内蔵しており、受信可能な全番組を録画する。録画した番組は、LANやインターネットを介してスマートフォンやPCなどで視聴できる。また、iOSとAndroidでは、ガラポンTVで録画した番組をiOS/Androidに持ち出しておいて、ネットにつながっていない状態でも再生可能なiOSアプリやAndroidアプリが提供されている。なお、ガラポンTVへの接続は1台あたり1ユーザーのみに制限されており、複数での同時視聴はできない。
一時期、ガラポンTVの公式の掲示板があり、要望掲示板・助け合い掲示板が開設されていた。
しかしながらパナソニックとの提携で、DIGAユーザーがガラポンTVサイトを利用できるようになるタイミングあたりで、掲示板は閉鎖された。

## 利用形態
ガラポンTVの入手手段には端末購入型（月額料金は無料。端末故障時は購入後1年まで無償修理保証）と月額料金型（端末料金は無料、契約期間縛りなし。端末故障時は期間制限なしで無償修理保証）の2種類がある。月額料金型はプレミアムプラスと呼ばれ、契約者にとっては実質的に端末のレンタルである。
ガラポンTV伍号機の購入価格は36500円（税別）、プレミアムプラスでガラポンTV伍号機を利用する場合は端末代金無料で月額1250円（税別）であるから、30か月以上使い続けるのであれば購入したほうが得である。※価格はいずれも2016年7月26日時点。

## 使用方法
ガラポンTVに地上波デジタルアンテナ線とLANケーブルを接続する。USB外付けハードディスクを接続することも可能(弐号機はUSB外付けハードディスクが必須)。ガラポンTVは電源が入った時点から8局(弐号機は7局)全ての放送中の番組の録画を始め、番組終了後に視聴可能となる。なお、放送中(録画中)の番組を追っかけ再生することも可能である。
録画番組の視聴については端末へのログイン認証が必要であり、同時に端末にログインできるのは1名のみである。
録画した番組は、放送日付別、放送局別、ジャンル別に一覧表示され、興味がある番組を選択してすぐに再生できる。
また、番組のタイトルや説明文に含まれている文字列での検索と、番組の字幕データを対象にした検索の2種類が可能である。
録画した番組はハードディスク容量一杯まで録画され、古いものから自動で消去されていく。録画期間の目安としては、参号機の内蔵ハードディスク(500GB)使用時の場合に8局分を約2週間、USB外付けハードディスクの場合1TBで約30日間である。四号機では、4TBまで接続可能なので、約４ヶ月分の録画が可能となっている。
気に入った番組は「お気に入り」に登録しておけば、自動消去対象とならず、保存しておくことも可能。

## ガラポンTVサイト
ガラポンTVユーザーがテレビ番組への感想を書き込む口コミサイトがガラポンTVサイトである。
iOSアプリやAndroidアプリを起動すると初回に表示されるのがガラポンTVサイトであり、自分のガラポンTVの全録画番組のなかで口コミで評判の番組が見つけることができ、そのまま番組を視聴できるようになっている。

## API
類似の製品との最大の違いとして、API(アプリケーションプログラミングインタフェース)を開発者向けに公開していることがある。録画番組のタイトルや説明文、字幕に対する検索がAPIを介して可能であり、ガラポンTVに蓄積された放送番組関連情報を使った様々なマッシュアップサービスの開発が可能である。
このAPIを利用した公開サイトやアプリとして、ガラポン社が運営するガラポンTVサイトや、個人が運営しているg256_garapon、個人が開発したAndroidアプリGaraponMate、iPadアプリ ガランチュなどがある。
なお、APIの呼び出しに際しては、端末へのログイン認証が必要であり、同時に端末にログインできるのは1名のみのため、放送番組関連情報の検索や視聴は、自分のガラポンTVに対してのみ行うことができる。

## ラインナップ
ガラポンTV初号機
2010年9月に発売されたが、申込者多数につき抽選での販売となった。本体にはワンセグTVチューナー7つを内蔵しており、パソコンの周辺機器として動作する。
現在は生産終了。
ガラポンTV弐号機
2011年4月発売。初号機で必要だったパソコンが不要となり、弐号機にLANケーブル、ハードディスク、地デジアンテナ線を接続すれば利用可能。2012年12月に完売した。
現在は生産終了。
ガラポンTV参号機
2013年3月27日発売開始。
ガラポンTV四号機
2014年8月7日（木）発売開始。価格は3万6,500円。四号機の特徴は8番組同時生視聴できる機能。
ガラポンTV伍号機
2016年5月20日（金）発売開始。価格は3万6,500円。四号機と同等機能に加えて、チューナーの安定化や熱問題などをフルリニューアルした基板で改善。また同日、外部機器の「そとでもテレビ」と連動することでフルセグ高画質の番組の録画、リモート視聴に対応した。
ガラポンTV六号機
2017年10月レンタル開始。※買い切りモデルでの提供はなし。
旧型機とはハードウェア構成もソフトウェアも完全に異なる。